# リプチェイ＝マジャル・シャーンドル
リプチェイ＝マジャル・シャーンドル（Lipcsey-Magyar Sándor、1908年4月18日 - 1978年8月24日) は、ハンガリー王国の軍人、駐在武官である。

## 生涯
1908年4月18日、ブダペストで生まれた。新教徒であった。ハンガリー王国防衛ルドビカ大学という将校を卒業した。ドイツ語とフランス語が話せたので、この能力を以って陸軍に於いて駐在武官の地位まで進んだ。
1942年から1945年まで、ブラチスラヴァで駐在し、ハンガリー陸軍と政府に対しブラチスラヴァの地域的軍事状態について情報を伝えた。この仕事によって、リプチェイは第二次世界大戦の終戦前後にドイツが計画したハンガリーの制圧戦争の準備についてカーダール・ヤーノシュに警告する事ができた。陸軍に於ける最高の地位は大尉であった。
日本に対して深い興味を持っていたが、日本に行ったことがなく、日本語能力があったかどうかについても記録がない。三国同盟にハンガリーも参加したことから味方になった日本をよく理解するために、リプチェイは日本について発表し、ハンガリー陸軍の参謀本部部員はその出席が義務付けられた。
第二次大戦が終戦した後アメリカ陸軍に捕縛されたが、1946年にハンガリー官憲に引き渡された。1947年から1948年まで審理中であったが、この審理期間に於いてパーズマーニ・ペーテル大学を卒業し、1948年からドイツ語の教師および翻訳者として働いた。1978年8月24日、ブダペストで死亡した。

## 著作物
- 大日本（ハンガリー語では　 Dai Nippon, A Nagy Japán Birodalom）：1942年に出版された本で、内容は大日本帝国陸軍と海軍による南アジアに於ける侵略とアメリカとの戦争の初期状態についてであった。大戦の期間中、ハンガリー陸軍参謀本部の必読書であった。多くの地図と表があるので、分かりやすいが、日本が収めた勝利を賞賛する視点から書かれているので、偏ったものだと言える。国家主義と反ソ連の著作のため、1945年以降は禁止された。
- 1942年6月10日までの東に於ける軍事　（ハンガリー語では　Hadiesemények keleten 1942. június 10-ig）：1942年、Katonai Szemleという軍事雑誌で出版されたレポートであった。[4]
- 1942年8月10日までの東亜に於ける軍事　（ハンガリー語では　Hadiesemények a Távolkeleten 1942. augusztus 10-ig）：1942年、Katonai Szemleという軍事雑誌で出版されたレポートであった。[4]